# Dicranota delectata
Dicranota (Amalopina) delectata là một loài ruồi trong họ Pediciidae. Chúng phân bố ở vùng Indomalaya.